# Heinz Kuttin
Heinz Ernst Kuttin, né le 5 janvier 1971 à Stockenboi, est un sauteur à ski autrichien, devenu entraîneur. Il est notamment médaillé de bronze individuel en 1992 et champion du monde 1991.

## Biographie
Chez les juniors, il est deux fois champion du monde individuel de la catégorie en 1988 et 1990.
Alors âgé de dix-huit ans, il remporte la médaille de bronze aux Championnats du monde sénior à Lahti sur le tremplin normal. Il avait fini sixième de cette épreuve aux Jeux olympiques de Calgary en 1988 pour sa première compétition majeure.
En décembre 1989, il signe son premier podium dans la Coupe du monde en décembre 1989 à Thunder Bay. En mars 1991, il remporte son premier concours à Trondheim, localité où il s'impose un an plus tard (ce sont ses seules victoires dans cette compétition). Il a connu son plus grand succès en 1991 lorsqu'il remporte le titre mondial sur le tremplin normal à Val di Fiemme, qu'il agrémente par une victoire sur la compétition par équipes. 
Aux Jeux olympiques d'hiver de 1992, il remporte sa première médaille olympique, en bronze sur l'épreuve individuelle en grand tremplin, accompagnant son compatriote Martin Höllwarth sur le podium.
En décembre 1992, il signe son treizième et ultime podium individuel en Coupe du monde à Falun. C'est dans la même localité, qu'il décroche une médaille de bronze par équipes aux Championnats du monde 1993.
Aux Jeux olympiques d'hiver de 1994, il obtient la médaille de bronze par équipes en compagnie de Stefan Horngacher, Christian Moser et Andreas Goldberger, tandis qu'il est au mieux douzième en individuel.
Il prend sa retraite sportive à seulement 24 ans en raison de blessures.
Début mai 2020, il devient l'entraîneur de l'équipe de France de saut à ski, succédant ainsi à Nicolas Bal. Cependant, il se rétracte et en fait devient l'entraîneur de l'équipe allemande de combiné nordique, remplaçant Ronny Ackermann.

## Palmarès

### Jeux olympiques
| Épreuve / Édition | Calgray 1988 | Albertville 1992 | Lillehammer 1994 |
| Petit tremplin    | 6e           | 4e               | 25e              |
| Grand tremplin    | 12e          | Bronze           | 12e              |
| Par équipes       | 5e           | Argent           | Bronze           |

### Championnats du monde
| Épreuve / Édition | Lahti 1989 | Val di Fiemme 1991 | Falun 1993 |
| Petit tremplin    | Bronze     | Or                 | 24e        |
| Grand tremplin    | N/A        | 4e                 | 11e        |
| Par équipes       | —          | Or                 | Bronze     |

### Championnats du monde de vol à ski
| Épreuve / Édition | Vikersund 1990 |
| Individuel        | 20e            |

### Coupe du monde
- Meilleur classement général : 7e en 1991.
- 13 podiums individuels : 2 victoires, 6 deuxièmes places et 5 troisièmes places.
- 5 podiums par équipes : 2 victoires, 1 deuxième place et 2 troisièmes places.

#### Classements généraux
| Compet'/Année | Compet'/Année | Classement général | Classement général |
| ------------- | ------------- | ------------------ | ------------------ |
| Compet'/Année | Compet'/Année | Class.             | Points             |
| 1988          | 1988          | 25e                | 32                 |
| 1989          | 1989          | 39e                | 18                 |
| 1990          | 1990          | 8e                 | 176                |
| 1991          | 1991          | 7e                 | 148                |
| 1992          | 1992          | 11e                | 92                 |
| 1993          | 1993          | 19e                | 39                 |
| 1994          | 1994          | 12e                | 340                |
| 1995          | 1995          | 67e                | 24                 |

#### Victoires individuelles
| Année | Lieu                |
| 1991  | Trondheim (Norvège) |
| 1992  | Trondheim (Norvège) |